# Weltfußballer des Jahres
Als „Weltfußballer des Jahres“ wird bezeichnet:
- der Gewinner des Ballon d’Or seit 2007, eine von France Football vergebene Auszeichnung (1956–2006 für „Europas Fußballer des Jahres“)
- der FIFA-Weltfußballer des Jahres, eine von der FIFA vergebene Auszeichnung (1991–2009, seit 2016)
- der Gewinner des FIFA Ballon d’Or, eine von 2010 bis 2015 von France Football und der FIFA gemeinsam vergebene Auszeichnung

Als „Weltfußballerin des Jahres“ wird bezeichnet:
- die Gewinnerin des Ballon d’Or féminin, eine von France Football vergebene Auszeichnung (seit 2018)
- die FIFA-Weltfußballerin des Jahres, eine von der FIFA vergebene Auszeichnung (2001–2009, seit 2016)
- die Gewinnerin des FIFA Ballon d’Or, eine von 2010 bis 2015 von France Football und der FIFA gemeinsam vergebene Auszeichnung

## Geschichte

### Männer
1991 kürte der Weltfußballverband FIFA erstmals den FIFA-Weltfußballer des Jahres. Seit 2007 vergibt die französische Fachzeitschrift France Football den Ballon d’Or für den Weltfußballer des Jahres, nachdem mit dieser Trophäe von 1956 bis 2006 „Europas Fußballer des Jahres“ ausgezeichnet worden war. Von 2010 bis 2015 vergaben die FIFA und France Football die Auszeichnung mit dem FIFA Ballon d’Or gemeinsam, ehe sich die Wege ab 2016 nach dem Auslaufen des gemeinsamen Vertrags wieder trennten. Der Ballon d’Or gilt als die prestigeträchtigere der beiden Ehrungen. Von 2007 bis 2019 gab es dennoch stets einen „Weltfußballer des Jahres“, da der Ballon-d’Or-Gewinner und FIFA-Weltfußballer identisch waren. 2020 gab es mit Robert Lewandowski nur einen FIFA-Weltfußballer, da France Football seine Auszeichnungen aufgrund der COVID-19-Pandemie in diesem Jahr nicht vergab und stattdessen das Ballon d’Or Dream Team wählen ließ. 2021 gab es mit Lionel Messi (Ballon d’Or) und Robert Lewandowski (FIFA-Weltfußballer) zum ersten Mal zwei verschiedene „Weltfußballer des Jahres“. Dies wiederholte sich 2022, als Karim Benzema (Ballon d’Or) und Messi (FIFA-Weltfußballer) ausgezeichnet wurden sowie 2024 mit Rodri (Ballon d’Or) und Vinícius Júnior (FIFA-Weltfußballer).
Bereits seit 1982 kürt die englische Fußballzeitschrift World Soccer den „Spieler des Jahres“. Die Titelträger bis einschließlich 1990 werden als „inoffizielle Weltfußballer“ bezeichnet. Die Wahl wird von World Soccer bis heute durchgeführt, hat nach der Einführung des FIFA-Weltfußballers seit 1991 jedoch stark an Bedeutung verloren und die Gewinner werden nicht als „Weltfußballer des Jahres“ angesehen.
Von 1988 bis 1990 und seit 2020 kürt die International Federation of Football History & Statistics (IFFHS) den weltbesten Spieler. Bei den Globe Soccer Awards wird seit 2010 von der European Club Association und der European Association of Player's Agents ebenfalls der beste Spieler der Welt geehrt. Diese Wahlen erfahren in der internationalen Fachpresse aber ebenfalls keine Beachtung und die Gewinner werden nicht als „Weltfußballer des Jahres“ angesehen.

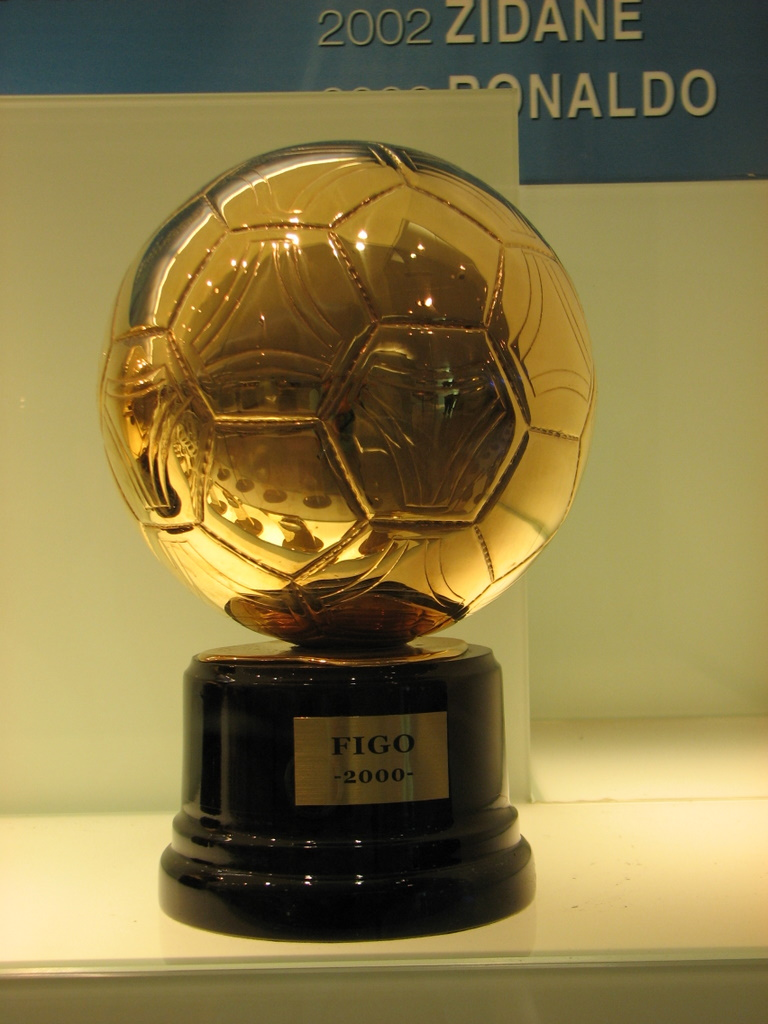
Ballon d’Or (hier 2000 für Luís Figo als „Europas Fußballer des Jahres“ auf anderem Sockel im Museum von Real Madrid)
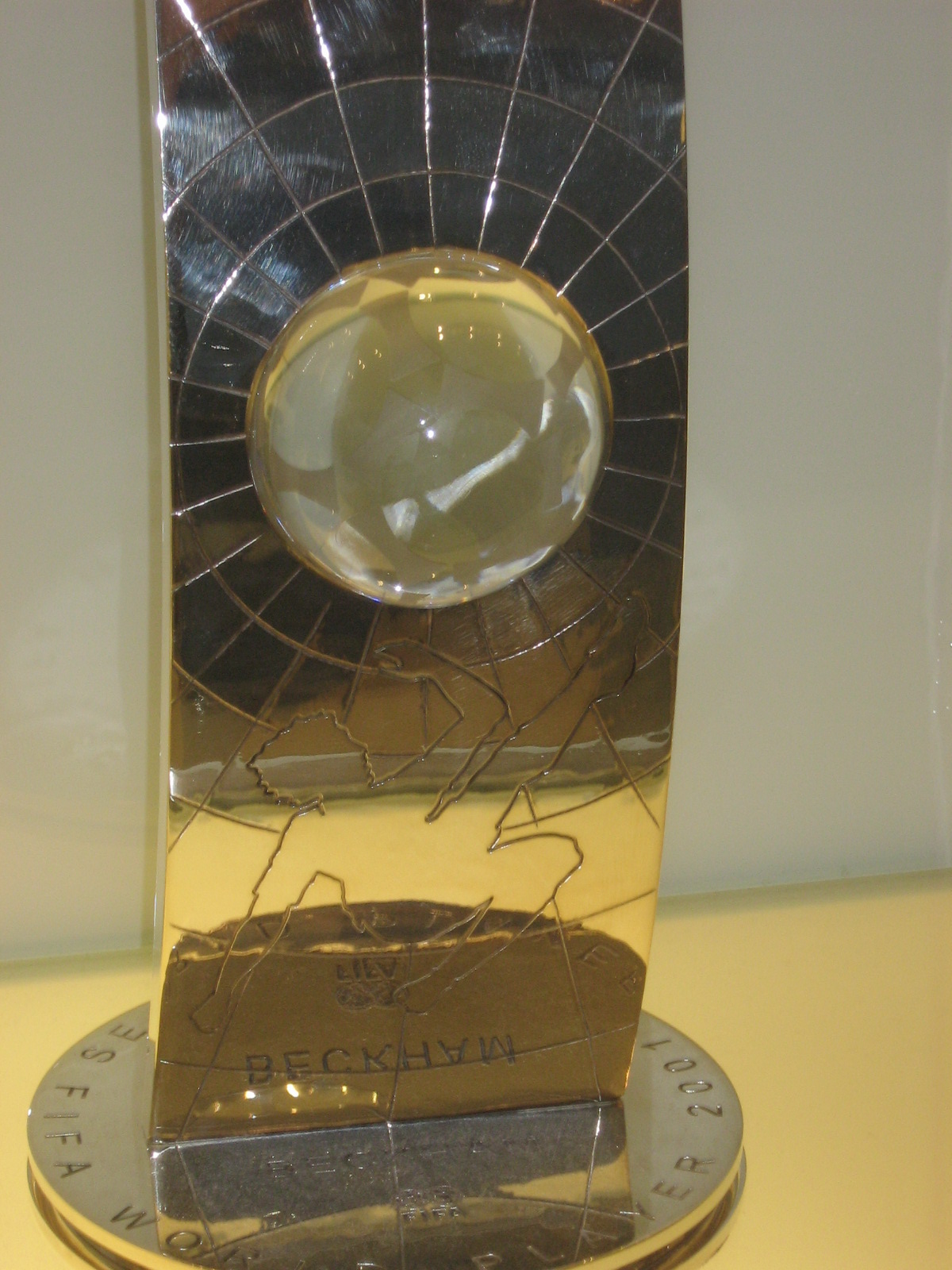
Trophäe des FIFA-Weltfußballers bis 2009 (hier 2. Platz für David Beckham 2001, dennoch fast identisch)
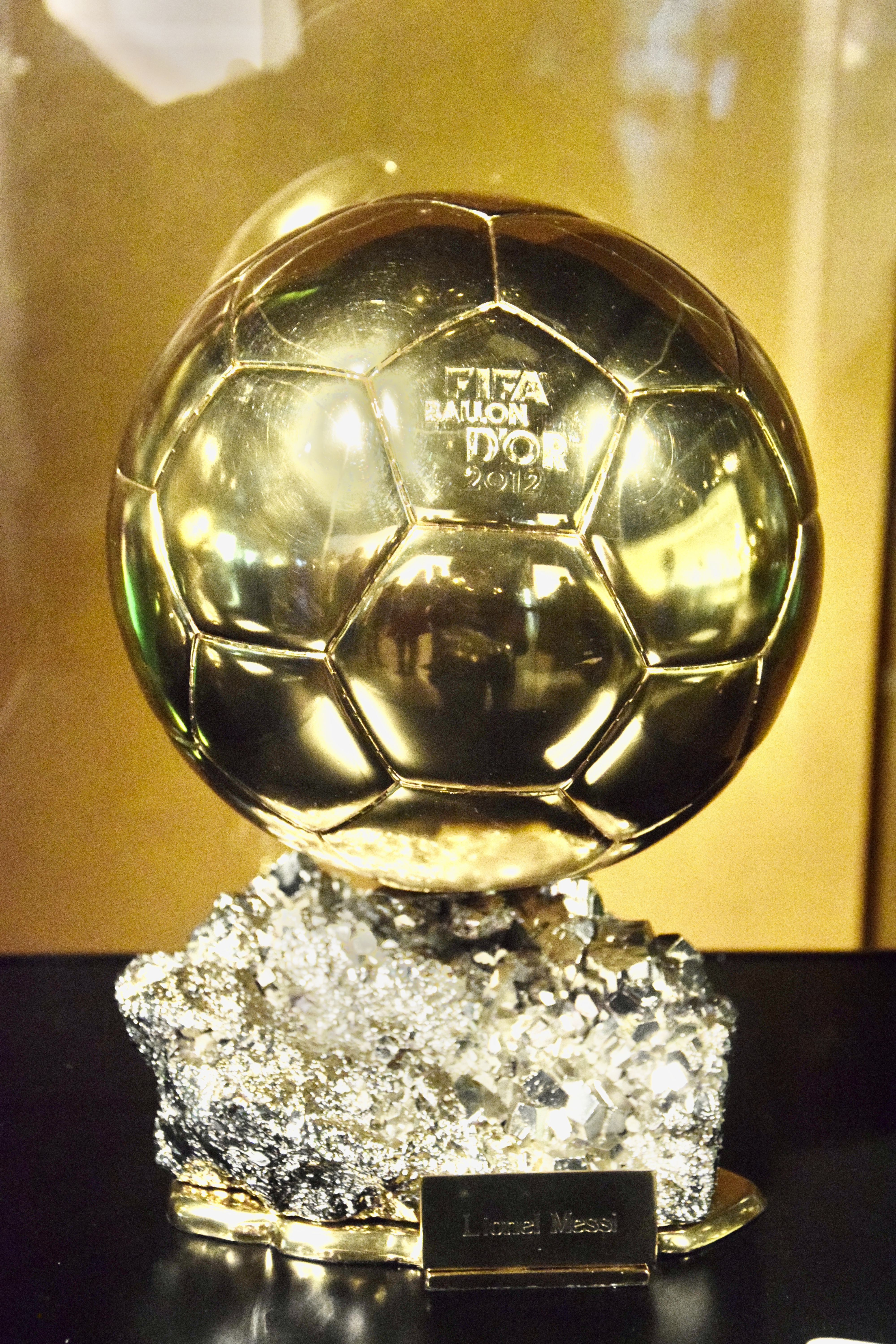
Die Gewinner des FIFA Ballon d’Or erhielten den üblichen Ballon d’Or (hier 2012 für Lionel Messi)
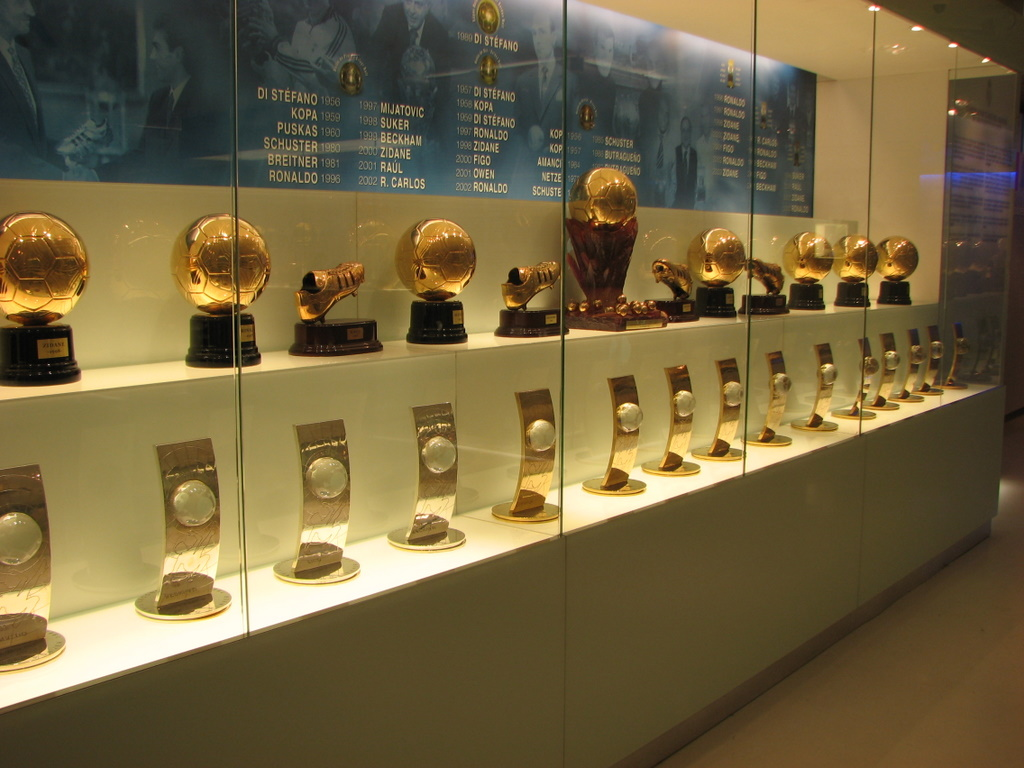
Die Aufstellung im Real-Madrid-Museum – Ballon d’Or über den FIFA-Trophäen – verdeutlicht die Wertigkeit der Preise

### Frauen
2001 kürte die Weltfußballverband FIFA erstmals die FIFA-Weltfußballerin des Jahres. Von 2010 bis 2015 wurde diese Wahl wie bei den Männern mit dem FIFA Ballon d’Or vorgenommen. Seit 2016 vergibt die FIFA ihren Titel wieder eigenständig. France Football schuf 2019 mit dem Ballon d’Or féminin ein Pendant zum Ballon d’Or. Gleich im ersten Jahr gab es mit Ada Hegerberg (Ballon d’Or féminin) und Marta (FIFA-Weltfußballerin) zwei „Weltfußballerinnen des Jahres“.
Seit 2020 ehrt auch die International Federation of Football History & Statistics (IFFHS) die weltbeste Spielerin. Diese Wahl erfährt in der internationalen Fachpresse aber keine Beachtung und die Gewinnerinnen werden nicht als „Weltfußballerinnen des Jahres“ angesehen.

## Gewinnerlisten

### Männer
Die nachfolgende Liste nennt alle Spieler, die als „Weltfußballer“ gelten. Die „inoffiziellen Weltfußballer“ von World Soccer von 1982 bis 1990 sind der Vollständigkeit halber mit aufgeführt.
| Jahr | „Inoffizieller Weltfußballer“ von World Soccer | „Inoffizieller Weltfußballer“ von World Soccer |
| ---- | ---------------------------------------------- | ---------------------------------------------- |
| 1982 | Paolo Rossi                                    | Paolo Rossi                                    |
| 1983 | Zico                                           | Zico                                           |
| 1984 | Michel Platini                                 | Michel Platini                                 |
| 1985 | Michel Platini                                 | Michel Platini                                 |
| 1986 | Diego Maradona                                 | Diego Maradona                                 |
| 1987 | Ruud Gullit                                    | Ruud Gullit                                    |
| 1988 | Marco van Basten                               | Marco van Basten                               |
| 1989 | Ruud Gullit                                    | Ruud Gullit                                    |
| 1990 | Lothar Matthäus                                | Lothar Matthäus                                |
| Jahr | FIFA-Weltfußballer                             | FIFA-Weltfußballer                             |
| 1991 | Lothar Matthäus                                | Lothar Matthäus                                |
| 1992 | Marco van Basten                               | Marco van Basten                               |
| 1993 | Roberto Baggio                                 | Roberto Baggio                                 |
| 1994 | Romário                                        | Romário                                        |
| 1995 | George Weah                                    | George Weah                                    |
| 1996 | Ronaldo                                        | Ronaldo                                        |
| 1997 | Ronaldo                                        | Ronaldo                                        |
| 1998 | Zinédine Zidane                                | Zinédine Zidane                                |
| 1999 | Rivaldo                                        | Rivaldo                                        |
| 2000 | Zinédine Zidane                                | Zinédine Zidane                                |
| 2001 | Luís Figo                                      | Luís Figo                                      |
| 2002 | Ronaldo                                        | Ronaldo                                        |
| 2003 | Zinédine Zidane                                | Zinédine Zidane                                |
| 2004 | Ronaldinho                                     | Ronaldinho                                     |
| 2005 | Ronaldinho                                     | Ronaldinho                                     |
| 2006 | Fabio Cannavaro                                | Fabio Cannavaro                                |
| Jahr | Ballon d’Or                                    | FIFA-Weltfußballer                             |
| 2007 | Kaká                                           | Kaká                                           |
| 2008 | Cristiano Ronaldo                              | Cristiano Ronaldo                              |
| 2009 | Lionel Messi                                   | Lionel Messi                                   |
| Jahr | FIFA Ballon d’Or                               | FIFA Ballon d’Or                               |
| 2010 | Lionel Messi                                   | Lionel Messi                                   |
| 2011 | Lionel Messi                                   | Lionel Messi                                   |
| 2012 | Lionel Messi                                   | Lionel Messi                                   |
| 2013 | Cristiano Ronaldo                              | Cristiano Ronaldo                              |
| 2014 | Cristiano Ronaldo                              | Cristiano Ronaldo                              |
| 2015 | Lionel Messi                                   | Lionel Messi                                   |
| Jahr | Ballon d’Or                                    | FIFA-Weltfußballer                             |
| 2016 | Cristiano Ronaldo                              | Cristiano Ronaldo                              |
| 2017 | Cristiano Ronaldo                              | Cristiano Ronaldo                              |
| 2018 | Luka Modrić                                    | Luka Modrić                                    |
| 2019 | Lionel Messi                                   | Lionel Messi                                   |
| Jahr | FIFA-Weltfußballer                             | FIFA-Weltfußballer                             |
| 2020 | Robert Lewandowski                             | Robert Lewandowski                             |
| Jahr | Ballon d’Or                                    | FIFA-Weltfußballer                             |
| 2021 | Lionel Messi                                   | Robert Lewandowski                             |
| 2022 | Karim Benzema                                  | Lionel Messi                                   |
| 2023 | Lionel Messi                                   | Lionel Messi                                   |
| 2024 | Rodri                                          | Vinícius Júnior                                |

### Frauen
Die nachfolgende Liste nennt alle Spielerinnen, die als „Weltfußballerinnen“ gelten.
| Jahr | FIFA-Weltfußballerin | FIFA-Weltfußballerin |
| ---- | -------------------- | -------------------- |
| 2001 | Mia Hamm             | Mia Hamm             |
| 2002 | Mia Hamm             | Mia Hamm             |
| 2003 | Birgit Prinz         | Birgit Prinz         |
| 2004 | Birgit Prinz         | Birgit Prinz         |
| 2005 | Birgit Prinz         | Birgit Prinz         |
| 2006 | Marta                | Marta                |
| 2007 | Marta                | Marta                |
| 2008 | Marta                | Marta                |
| 2009 | Marta                | Marta                |
| Jahr | FIFA Ballon d’Or     | FIFA Ballon d’Or     |
| 2010 | Marta                | Marta                |
| 2011 | Homare Sawa          | Homare Sawa          |
| 2012 | Abby Wambach         | Abby Wambach         |
| 2013 | Nadine Angerer       | Nadine Angerer       |
| 2014 | Nadine Keßler        | Nadine Keßler        |
| 2015 | Carli Lloyd          | Carli Lloyd          |
| Jahr | FIFA-Weltfußballerin | FIFA-Weltfußballerin |
| 2016 | Carli Lloyd          | Carli Lloyd          |
| 2017 | Lieke Martens        | Lieke Martens        |
| Jahr | Ballon d’Or féminin  | FIFA-Weltfußballerin |
| 2018 | Ada Hegerberg        | Marta                |
| 2019 | Megan Rapinoe        | Megan Rapinoe        |
| Jahr | FIFA-Weltfußballerin | FIFA-Weltfußballerin |
| 2020 | Lucy Bronze          | Lucy Bronze          |
| Jahr | Ballon d’Or féminin  | FIFA-Weltfußballerin |
| 2021 | Alexia Putellas      | Alexia Putellas      |
| 2022 | Alexia Putellas      | Alexia Putellas      |
| 2023 | Aitana Bonmatí       | Aitana Bonmatí       |
| 2024 | Aitana Bonmatí       | Aitana Bonmatí       |